# Мадам Сул-Те-Ван
Мадам Сул-Те-Ван (англ. Madame Sul-Te-Wan, урождённая Нелли Кроуфорд (англ. Nellie Crawford), 7 марта 1873 — 1 февраля 1959) — американская актриса.

## Биография
Родилась в Луисвилле, штат Коннектикут, в семье освобождённых рабов. Её отец бросил семью, когда она была ещё ребёнком, и будущая актриса осталась на попечении матери, работавшей прачкой. С юных лет она была очарована театром и, повзрослев, переехала в Цинциннати, где вступила в одну из местных театральных трупп. Вскоре она организовала собственный театральный коллектив, с которым гастролировала на Восточному побережью. Никто из коллег не знал о происхождении её псевдонима, и как позже призналась Лиллиан Гиш, никто не решался спросить.
После переезда в Калифорнию Мадам Сул-Те-Ван удалось пробиться на большой экран, дебютировав в середине 1910-х годов в знаменитых фильмах Д. У. Гриффита «Рождение нации» (1915) и «Нетерпимость» (1916). На протяжении 1910—1920-х годов актриса много снималась в кино, преимущественно в эпизодических ролях, в таких картинах как «Новые жены в обмен на старых» (1918), «Колледж» (1927), «Хижина дяди Тома» (1927) и «Королева Келли» (1929), где её коллегами по экрану были такие звёзды как Глория Свенсон, Бастер Китон, Милдред Харрис и Леатрис Джой. С началом эпохи звукового кино Мадам Сул-Те-Ван стала получать более заметные роли в кино. Похвалу критиков те годы снискала её Тибута в драме «Девушка Салема», повествующий о судебном процессе над салемскими ведьмами в 1692 году.
12 сентября 1953 года в Голливуде состоялся праздничный банкет по случаю восьмидесятилетия Мадам Сул-Те-Ван. Среди двухсот гостей, присутствовавших на мероприятии, были Луиза Брукс, Мэй Марш, Юджин Паллетт и Рекс Ингрем. Год спустя актриса появилась в мюзикле Отто Премингера «Кармен Джонс», почти полностью состоящем из актёров-афроамериканцев. В картине Мадам Сул-Те-Ван играла бабушку героини Дороти Дэндридж, и после выхода на экране в прессе был распространен слух, что актрисы на самом деле являются родственниками.  Последний раз на киноэкранах она появилась в 1958 году в военном приключенческом фильме «Флибустьер» с Юлом Бриннером в главной роли.
Мадам Сул-Те-Ван дважды была замужем. В начале 1900-х годов она состояла в браке с Робертом Ридом Конли, ставшим отцом её троих сыновей. После рождения третьего ребёнка Конли бросил семью, и дети остались на попечении Сул-Те-Ван. В возрасте 77 лет актриса во второй раз вышла замуж, за французского дизайнера интерьеров Антона Эбентура, брак с которым продлился три года. Мадам Сул-Те-Ван умерла в 1959 году после перенесённого инсульта в доме престарелых для актёров кино и телевидения в калифорнийском городе Вудленд-Хиллз в возрасте 85 лет.